# مجرة حلزونية متوسطة

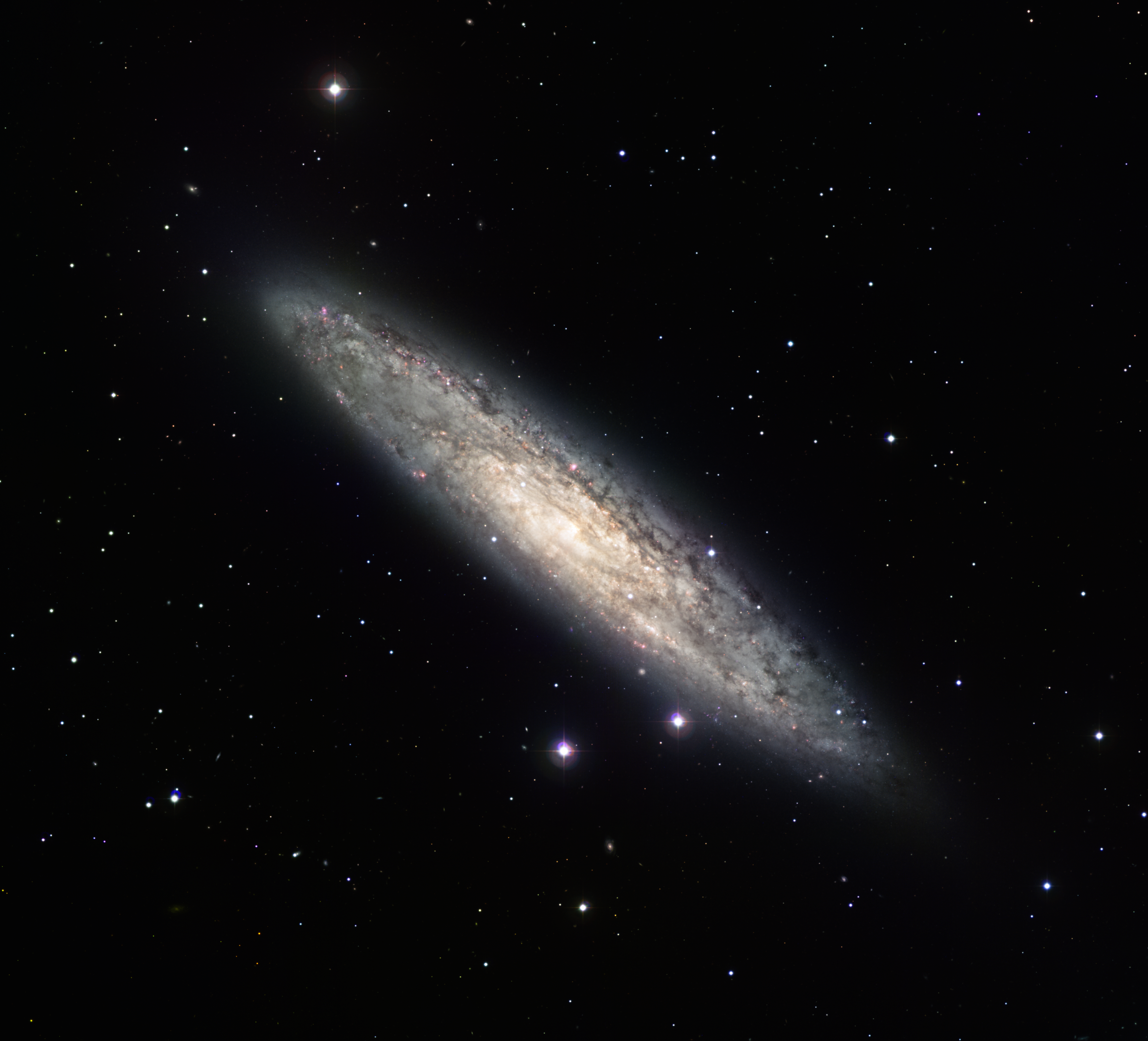
مجرة معمل النحات .مجرة حلزونية متوسطة

مجرة حلزونية متوسطة مجرة حلزونية متوسطة أو متداخلة هو تصنيف وسطي بين المجرات الحلزونية غير المنتظمة و المجرات الحلزونية الضلعية ومحدد بالاختصار SAB في مخطط تصنيف المجرات
., المجرة الحلزونية المتوسطة ليس لديه قضيب واضح المعالم من النجوم في وسطها.
أول مجرة حلزونية متوسطة اكتشفت هي درب التبانة، من قبل غاليليو، في 1610.

## اقرأ أيضًا
- NGC 1087
- NGC 4088
- NGC 4216